# جان سیتس
جان سیتس (انگلیسی: Jochen Seitz؛ زادهٔ ۱۱ اکتبر ۱۹۷۶) بازیکن فوتبال اهل آلمان است که در پست هافبک و مدافع بازی می‌کرد.
از باشگاه‌هایی که در آن بازی کرده‌است می‌توان به باشگاه فوتبال آلمانیا آخن، باشگاه فوتبال شالکه ۰۴، باشگاه فوتبال هامبورگ، باشگاه فوتبال کایزرسلاوترن، باشگاه فوتبال اشتوتگارت، و باشگاه فوتبال هوفنهایم اشاره کرد.
وی همچنین در تیم ملی فوتبال Germany B بازی کرده‌است.